# Tia Carrere
Tia Carrere, születési nevén Althea Rae Duhinio Janairo (Honolulu, Hawaii, 1967. január 2. –) filippínó származású hawaii-i énekesnő, modell és színésznő. Legismertebb szerepe Sydney Fox, „a női Indiana Jones” az Elveszett ereklyék fosztogatói című nagy sikerű televíziós sorozatban.

## Rövid életrajz
Fülöp-szigeteki bevándorló szüleitől az Althea Rae Duhinio Janairo nevet kapta. Nehéz gyerekkora volt. Egy helyi producer 17 éves korában felfedezte, így került a Zombie Nightmare című filmbe. Los Angelesbe költözött, ahol sokáig modellkedett, majd tévésorozatokban szerepelt. 1992 és 2005 között csak játékfilmeket forgatott, majd visszatért szülőhelyére, és zenével kezdett el foglalkozni. 2005-ben már a második lemeze is megjelent. 2002-ben egy fotós-újságíróval kötött házasságot, akitől kislánya, Bianca született.

## Filmográfia
| Bemutató  | Cím                                     | Magyar cím                        | Szerep              | Rendező                     |
| 1986      | Zombie Nightmare                        |                                   | Amy                 | Jack Bravman                |
| 1988      | Noble House                             | A nemesi ház                      | Venus Poon          | Gary Nelson                 |
| 1988      | Aloha Summer                            |                                   | Lani Kepoo          | Tommy Lee Wallace           |
| 1989      | The Road Raiders                        |                                   | Diane               | Richard Lang                |
| 1989      | Fatal Mission                           |                                   | Mai Chang           | George Rowe                 |
| 1990      | Fine Gold                               | Nem mind arany, ami fénylik       |                     | José Antonio de la Loma     |
| 1991      | Showdown in Little Tokyo                | Leszámolás Kis-Tokióban           | Minako              | Mark L. Lester              |
| 1991      | Harley Davidson and the Marlboro Man    | Harley Davidson és Marlboro Man   | Kimiko              | Simon Wincer                |
| 1992      | Wayne's World                           | Wayne világa                      | Cassandra Wong      | Penelope Spheeris           |
| 1992      | Little Sister                           |                                   | Adrienne            | Jimmy Zeilinger             |
| 1992      | Intimate Stranger                       | Erotikus gyilkosság               | Mina                | Allan Holzman               |
| 1993      | Wayne's World 2                         | Wayne világa 2.                   | Cassandra Wong      | Stephen Surijik             |
| 1993      | Rising Sun                              | Gyilkos nap                       | Jingo Asakuma       | Philip Kaufman              |
| 1994      | True Lies                               | True Lies – Két tűz között        | Juno Skinner        | James Cameron               |
| 1994      | Hostile Intensions                      | Bűnös szándékkal                  | Nora                | Catherine Cyran             |
| 1994      | Treacherous                             | Aljas szándékkal                  | Dr. Jessica Jamison | Kevin Brodie                |
| 1995      | The Immortals                           |                                   | Gina Walker         | Brian Grant                 |
| 1995      | Hollow Point                            | Mélypont                          | Diane Norwood       | Sidney J. Furie             |
| 1995      | Jury Duty                               | Kőkemény igazság                  | Monica Lewis        | John Fortenberry            |
| 1996      | High School High                        | Osztály, vigyázz!                 | Victoria            | Hart Bochner                |
| 1997      | Natural Enemy                           | Természetes ellenség              | Christina D'Amelio  | Douglas Jackson             |
| 1997      | Kull the Conqueror                      | Kull, a hódító                    | Akivasha            | John Nicolella              |
| 1997      | Top of the World                        | Fönn a csúcson                    | Rebecca Mercer      | Sidney J. Furie             |
| 1998      | Scar City                               | A sebhelyes város                 | Candy               | Ken Sanzel                  |
| 1998      | Dogboys                                 | Kutyakölykök                      | Jennifer Dern       | Ken Russell                 |
| 1998      | Operation Delta Force III: Clear Targer | Delta Force: Tiszta célpont       | Heather             | Mark Roper                  |
| 1999      | Meet Prince Charming                    |                                   | Samantha Feld       | Brett Parker                |
| 1999      | Merlin: The Return                      | Merlin visszatér                  | a tudós             | Paul Matthews               |
| 1999      | My Teacher's Wife                       | Szexi számok                      | Vicky               | Bruce Leddy                 |
| 1999/2001 | Relic Hunter                            | Az elveszett ereklyék fosztogatói | Sydney Fox          | Paolo Barzman, John Bell    |
| 2002      | Lilo & Stitch                           | Lilo és Stitch – A csillagkutya   | Nani hangja         | Dean Deblois, Chris Sanders |
| 2004      | Torn Apart                              | Szemet szemért                    | Vicki Westin        | Stuart Alexander            |
| 2005      | Supernova                               | Szupernova                        | Lisa Delgado        | John Harrison               |
| 2005      | Aloha, Scooby-Doo                       | Aloha, Scooby-Doo!                | Snookie hangja      | Tim Maltby                  |
| 2006      | Leroy & Stitch                          | Leroy & Stitch                    | Nani hangja         | Tony Craig, Bobs Gannaway   |
| 2007      | Dark Honeymoon                          |                                   | Miranda             | David O'Malley              |

## Díjai
- 1992: MTV filmdíj: A legkívánatosabb nő: Wayne világa (1992)
- 1994: Szaturnusz díj: A legjobb színésznő: Két tűz között (1994)
- 2001: ALMA díj: Kiemelkedő színésznő: Az elveszett ereklyék fosztogatói (1999-2001)